# Сельское поселение «Село Слобода»
Сельское поселение «Село Слобода» — муниципальное образование в составе Хвастовичского района Калужской области России.
Центр — село Слобода.

## Население
| 2010 | 2012 | 2013 | 2014 | 2015 | 2016 | 2017 |
| ---- | ---- | ---- | ---- | ---- | ---- | ---- |
| 114  | ↘105 | ↘99  | ↘95  | ↘92  | ↘85  | ↘81  |
| 2018 | 2019 | 2020 | 2021 |      |      |      |
| ↘76  | ↗81  | ↘76  | ↘64  |      |      |      |

## Состав
В поселение входят 6 населённых мест:
- село Слобода
- село Долгое
- деревня Клетно
- посёлок Семёновский
- посёлок Сергеевский
- село Хизна